# Neferkaura
Neferkaura (fl. XXII secolo a.C.) è stato un faraone appartenente alla VIII dinastia egizia.

## Biografia
L'unica delle liste reali che riporta i nomi dei sovrani che formano VIII dinastia è quella di Abido, in cui Neferkaura occupa il posto 54.
Il Canone Reale è danneggiato e del tutto illeggibile proprio nella parte che dovrebbe contenere i sovrani di questa dinastia.
Come per altri sovrani di questa dinastia e delle dinastie IX e X è possibile che Neferkaura abbia regnato solamente su parte dell'Egitto e contemporaneamente con altri dinasti.
Per questo sovrano non esistono, allo stato attuale delle conoscenze, reperti archeologici ad esso collegabili.
L'unica delle liste reali che riporta i nomi dei sovrani che formano la VIII dinastia è quella di Abido.
Il nome compare nei Decreti di Copto nella forma Uadjkara associato al nome Horo
| G5 |

| G5 |

| N28 | HASH |

| N28 | HASH |

| N28 | HASH |

| N28 | HASH |

ẖˁ... - Kha...

Secondo l'egittologo Thomas Schneider dovrebbe trattarsi del nome Khabau.

## Liste Reali
| ra | nfr | kA · Z2 |

| ra | nfr | kA · Z2 |

| ra | nfr | kA · Z2 |

| ra | nfr | kA · Z2 |

| ra | nfr | kA · Z2 |

| ra | nfr | kA · Z2 |

| ra | nfr | kA · Z2 |

| ra | nfr | kA · Z2 |